# Dudaia humeralis
Dudaia humeralis är en tvåvingeart som först beskrevs av Walter Leopold Victor Hackman 1965.  Dudaia humeralis ingår i släktet Dudaia och familjen hoppflugor. Inga underarter finns listade i Catalogue of Life.